# Байківниця
Байківни́ця — збірка байок одного автора.
Термін набув поширення в українській літературі завдяки Сергієві Пилипенку, який 1922 року опублікував свою першу книжку під такою назвою.
Термін також може вживатися у значенні антології байок.